# Museo Marítimo y del Presidio de Ushuaia

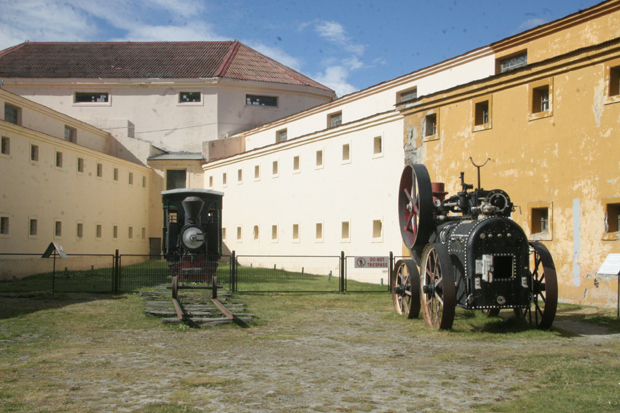
Patio interior.

El museo Marítimo y del Presidio de Ushuaia (Ushuaia, Tierra del Fuego) se encuentra en el edificio del Ex Presidio de Ushuaia (o Cárcel de Reincidentes de Tierra del Fuego), donde se recluía a los criminales más peligrosos por su reincidencia, cobrando una triste fama. Hoy, el edificio alberga cuatro museos:
- el Museo Marítimo recrea con una temática marítima a través de una colección de maquetas y modelos navales, todo lo referente a la historia de Tierra del Fuego desde el especial punto de vista del hombre de mar, dado que la isla de Tierra del Fuego y el archipiélago que la rodea, además de las Islas Malvinas, las islas Georgias del Sur y la Antártida están ligadas al mar en todos los conceptos
- el Museo del Presidio en el Pabellón IV, donde se toma conocimiento sobre la primera Cárcel de Tierra del Fuego (1896), la intención de una colonización penal y la construcción del actual edificio, la vida de los reclusos, trabajos, castigos, cierre y la triste historia de algunos de sus principales ocupantes
- el Museo Antártico José María Sobral en la planta alta del Pabellón IV, cuenta con 19 salas con el más rico acervo de materiales históricos y biológicos antárticos conservados[1]
- el Museo de Arte Marino, con una selección de obras de arte de artistas marinistas, portuarios, a través de la cual se intenta dar una visión general y equilibrada del desarrollo del arte marino en Argentina, desde 1889 a la actualidad.[2]

## Historia
El ex presidio de Ushuaia, dentro de la Base Naval Ushuaia, cerró sus puertas en 1947. La vieja construcción abandonada, se habilitó como museo siendo recuperado para su visita a partir de un convenio entre la Armada Argentina y la Asociación Civil Museo Marítimo de Ushuaia, en 1994 y seinauguró el 3 de marzo de 1995. El edificio fue declarado Monumento Histórico Nacional por ley del Congreso de la Nación en abril de 1997.
El museólogo Carlos Vairo es el director del Museo Marítimo de Ushuaia desde sus inicios. Dadas las malas condiciones del edificio, junto con la Asociación Civil del Museo, solucionó numerosos problemas básicos, como techos derruidos, desagües en pésimo estado, falta de electricidad y de gas.
El museo comenzó a funcionar con una colección privada de maquetas de barcos, grabados y mapas antiguos que hacen a la historia regional. Hoy se exhiben colecciones que ilustran sobre la historia marítima de la región, desde el descubrimiento de Magallanes, la vida y costumbres del pueblo yámana, hasta las leyendas de los buscadores de oro, los foqueros y la vida en las estancias patagónicas. 
Tiempo después se realizó el Museo del Presidio, donde se cuenta la historia de la cárcel, desde su creación como primer presidio de Tierra del Fuego en 1896, hasta su cierre definitivo, en 1947. En el lugar se recluía a criminales considerados peligrosos por su reincidencia, algunos de mítica fama, como Cayetano Santos Godino alias el Petiso Orejudo, o Mateo Banks, el Místico. También a presos políticos, particularmente en la década del 30, después del golpe militar.
Recorriendo los pabellones y celdas se tiene una idea muy vívida de cómo transcurrían en ese lejano confín de la Tierra los días de los reclusos, los castigos o los trabajos forzados, en una cárcel a la que se llegaba y de la que se escapaba, según se dice, solo por mar. Al mismo tiempo se desarrolló el Museo Antártico con las expediciones antárticas y el Museo de Arte Marino Ushuaia. 
Los vecinos de Ushuaia contribuyeron con importante material sobre la historia de la ciudad, sus antiguos pobladores, los indios canoeros y la arquitectura fueguina. Junto a un grupo de destacados artistas locales nació la Galería de Arte del Museo y con ella los talleres de dibujo, pintura, escultura, teatro y fotografía. Se organizó una biblioteca especializada en historia marítima y regional con el apoyo de la Legislatura local y la Base Naval.
La investigación es otra de las claves del museo y sus resultados alimentan tanto las muestras permanentes como las transitorias. Por medio de ellas se han realizado numerosos relevamientos de los asentamientos históricos humanos en la región, con el apoyo de la Armada Argentina, en veleros particulares y con el rompehielos Ice Lady Patagonia.